# Метасоматоз

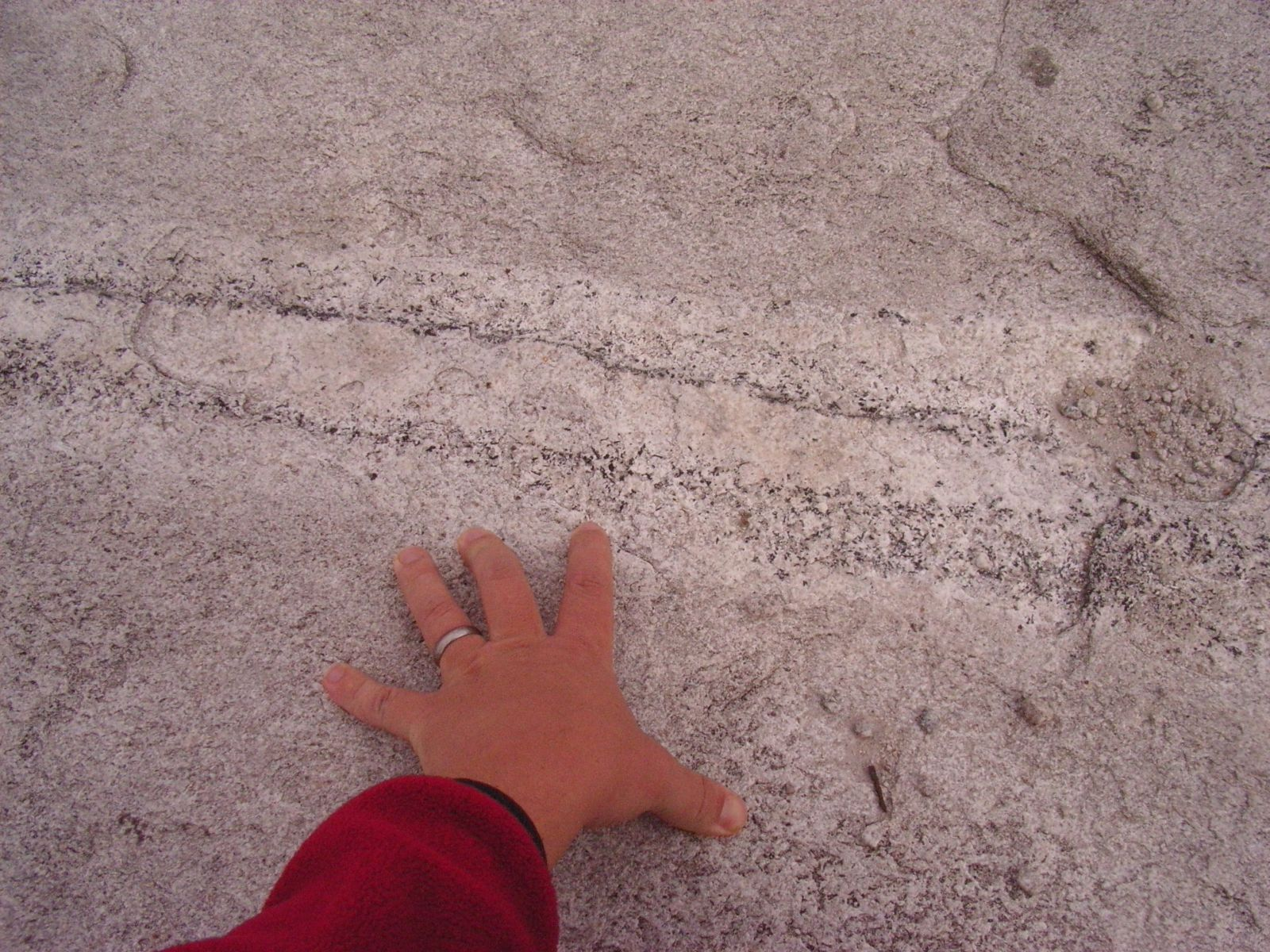
Метасоматизм альбіт + Рогова обманка + турмалін метаморфогенного граніту, Стоун Маунтін, Атланта

Метасоматоз, метасоматизм (Від грец. μετά… та грец. σώμα — тіло) — природний процес заміщення мінеральних комплексів, що проходить зі зміною хімічного складу при сталому об'ємі, під час якого розчинення старих мінералів та відкладання нових відбувається майже одночасно, так що протягом процесу заміщення мінеральні комплекси весь час зберігають твердий стан.
Новоутворений при вибірковому метасоматозі мінерал, який набув зовнішньої форми, а іноді й особливостей внутрішньої будови попереднього мінералу, називається метасомою.
Метасоматичне заміщення, коли об'єм новоутворень більший, ніж мінералу, який заміщується; новоутворення наростають на цей мінерал, заповнюючи вільний простір або витісняючи оточуючі мінерали, називається заміщенням з перевідкладанням.

## Механізм
Метасоматоз відбувається при реакціях між твердими тілами (мінералами) і розчинами або флюїдами. Проявляється в земній корі як локально (регіонально, в мікромасштабі), так і у великих (десятки і сотні м) тілах метасоматитів. Може протікати як при високих т-рах і тиску, так і в умовах земної поверхні.

## Різновиди
За механізмом транспорту речовини розрізняють метасоматоз дифузійний та інфільтраційний. Крім того, розрізняють кремнелужний, лужний, кислотний та ін.